# Per Johan Axelsson
Per Johan Anders „P. J.“ Axelsson (* 26. Februar 1975 in Kungälv) ist ein ehemaliger schwedischer Eishockeyspieler und derzeitiger -scout, der im Verlauf seiner aktiven Karriere zwischen 1992 und 2012 unter anderem 851 Spiele für die Boston Bruins in der National Hockey League sowie 401 weitere für seinen Stammverein Frölunda HC in der schwedischen Elitserien auf der Position des linken Flügelstürmers bestritten hat. Axelsson, der mit der schwedischen Nationalmannschaft mehrfach Medaillen bei Weltmeisterschaften gewann, feierte seinen größten Karriereerfolg mit dem Olympiasieg bei den Olympischen Winterspielen 2006.

## Karriere
Axelsson spielte vier Spielzeiten in seiner Heimatstadt Frölunda, in den schwedischen Elitserien, bevor er von den Boston Bruins beim NHL Entry Draft 1995 an Position 177 gedraftet wurde.
Erst zur Saison 1997/98 wechselte Axelsson nach Boston und spielte alle der 82 Spiele in seiner Rookiesaison mit den Bruins. Der Linksaußen zählte nicht zu den großen Scorern der NHL und konnte in keiner Saison mehr als 40 Punkte erzielen. Dennoch entwickelte er sich zu einer festen Größe im Team der Bruins.
2000 und 2001 spielte für die schwedische Nationalmannschaft bei den Weltmeisterschaften und konnte 2001 auch eine Bronzemedaille gewinnen. Bei den Olympischen Spielen 2002 spielte er wieder im Trikot der „Tre Kronor“.
Während des Lockouts spielte er wieder für Frölunda. Der als überaus fairer Spieler bekannte Axelson bekam hier mit seiner in der NHL üblichen Härte 95 Strafminuten. Eine Marke, die er bei doppelt so vielen Spielen in der NHL nicht einmal zu Hälfte erreichte.
Als die NHL den Spielbetrieb wieder aufnahm, war er wieder für die Bruins auf dem Eis. Bei den Olympischen Spielen 2006 in Turin wurde er mit dem schwedischen Team Olympiasieger.
Im April 2013 gab er sein Karriereende bekannt. Seitdem ist er als Scout für sein Ex-Team Boston Bruins tätig.

## Erfolge und Auszeichnungen
- 1995 Schwedischer U20-Junioren-Meister mit dem Västra Frölunda HC
- 1996 Schwedischer Vizemeister mit dem Västra Frölunda HC
- 2005 Schwedischer Meister mit dem Frölunda HC

### International
| - 1995 Bronzemedaille bei der Junioren-Weltmeisterschaft - 2001 Bronzemedaille bei der Weltmeisterschaft - 2002 Bronzemedaille bei der Weltmeisterschaft | - 2003 Silbermedaille bei der Weltmeisterschaft - 2004 Silbermedaille bei der Weltmeisterschaft - 2006 Goldmedaille bei den Olympischen Winterspielen |

## Karrierestatistik

### International
Vertrat Schweden bei:
| - Junioren-Weltmeisterschaft 1995 - Weltmeisterschaft 2000 - Weltmeisterschaft 2001 - Olympischen Winterspielen 2002 - Weltmeisterschaft 2002 | - Weltmeisterschaft 2003 - Weltmeisterschaft 2004 - World Cup of Hockey 2004 - Weltmeisterschaft 2005 - Olympischen Winterspielen 2006 |

(Legende zur Spielerstatistik: Sp oder GP = absolvierte Spiele; T oder G = erzielte Tore; V oder A = erzielte Assists; Pkt oder Pts = erzielte Scorerpunkte; SM oder PIM = erhaltene Strafminuten; +/− = Plus/Minus-Bilanz; PP = erzielte Überzahltore; SH = erzielte Unterzahltore; GW = erzielte Siegtore; 1 Play-downs/Relegation; Kursiv: Statistik nicht vollständig)